# История одного вампира
«История одного вампира» (англ. Cirque du Freak: The Vampire's Assistant; дословно «Цирк уродов: помощник вампира») — киноадаптация 2009 года первых трёх книг вампирской саги Даррена Шэна.

## Сюжет
Даррен Шэн — примерный школьник. Однажды он отправляется на представление в цирк уродов со своим другом и после представления крадёт у циркача паучиху, мадам Окту. Вскоре произошло несчастье в школе — паучиха укусила лучшего друга Даррена, Стива, и убежала. Стив оказался при смерти, именно поэтому Даррен вернулся в цирк… Чтобы спасти друга, он заключает сделку с вампиром…

## В ролях
- Крис Массолиа — Даррен Шэн
- Джон Райли — Лартен Крепсли
- Джош Хатчерсон — Стив «Леопард» Леонард
- Уиллем Дефо — Гэвнер Пёрл
- Сальма Хайек — Мадам Труска
- Кен Ватанабэ — мистер Талл
- Джессика Карлсон — Ребекка
- Орландо Джонс — Александер Рибс
- Рэй Стивенсон — Мурлог
- Майкл Серверис  — мистер Тайни

## Съёмки
Съемки проходили в Новом Орлеане с 8 февраля по 3 июня 2008 года.

## Релиз
Выход на экраны в США изначально планировался на 15 января 2010 года, но был сдвинут на 23 октября 2009 года. В России фильм вышел на экраны 22 октября 2009 года.

## Продолжение
Вторая часть фильма не была выпущена в производство, так как не были подписаны контракты с режиссёром и актёрским составом, а также потому, что кинолента с трудом окупила себя в прокате.

## Награды и номинации
| Награды и номинации | Награды и номинации            | Награды и номинации | Награды и номинации | Награды и номинации |
| Награда             | Категория                      | Номинант            | Результат           |                     |
| ------------------- | ------------------------------ | ------------------- | ------------------- | ------------------- |
| «Молодой актёр»     | «Лучшая актриса второго плана» | Джессика Карлсон    | Победа              |                     |